# Casteleynsplas
De Casteleynsplas is een zandwinplas gelegen ten noordoosten van Emmeloord aan de snelweg A6.
De plas heeft een oppervlakte van 23 hectare. De plas is omringd door bos (13 hectare) en, aan de westkant, grasland (4 hectare). De plas is plaatselijk erg diep (circa 18 meter). Het bos is in 1978 ingeplant met onder andere eiken, populieren en elzen. Het heeft een functie voor broedende vogels. Langs de oevers ontwikkelt zich een interessante vegetatie. Het water in de Castelynsplas is van goede kwaliteit.
De Casteleynplas is eigendom van de stichting Het Flevolandschap. Deze stichting wil de flora en fauna rond en in de plas beschermen.

## Recreatie
Het is, mede wegens de diepte, niet toegestaan te recreëren op of in de Casteleynsplas.
De rechten om te vissen en te duiken zijn verpacht aan respectievelijk de visvereniging "'t Poldervoorntje" en de duikvereniging "de Zeewolf".

## Toekomst
De Casteleynsplas zal een belangrijk onderdeel vormen van de nog te completeren ecologische verbindingszone Emmeloord - Kuinderbos. Daarvan bestaan al het Burchttochtgebied en Wellerwaard. Het Burchttochtgebied is een natuurgebied dat voor fietsers en wandelaars de omgeving van de Casteleynsplas verbindt met de Kuinderweg, waarna de zuidelijke uitloper van het Kuinderbos de verdere verbinding naar Kuinre vormt. Wellerwaard is het nieuwe recreatiegebied ten oosten van de Casteleynsplas. In 2017 is Wellerwaard uitgebreid met een paviljoen.